# 파나마의 국기

비율 2:3

파나마의 국기는 1903년에 제정되었으며 1904년에 파나마 의회에서 정식 승인되었다. 1925년 3월 25일에는 파나마의 국기에 관한 법률이 채택되었다.
국기는 4개의 직사각형으로 나뉘어 있는데 왼쪽 상단, 오른쪽 하단에는 하얀색 직사각형이 그려져 있고 오른쪽 상단에는 빨간색 직사각형, 왼쪽 하단에는 파란색 직사각형이 그려져 있다. 왼쪽 상단에 그려져 있는 하얀색 직사각형 가운데에는 파란색 별이, 오른쪽 하단에 그려져 있는 하얀색 직사각형 가운데에는 빨간색 별이 그려져 있다.
파란색과 빨간색은 1903년 파나마가 콜롬비아로부터 독립하던 당시에 존재했던 파나마의 양대 정당인 보수당(파란색)과 자유당(빨간색)을, 하얀색은 보수당과 자유당 양대 정당 간의 단결과 평화를 의미한다. 파란색 별은 충성, 청렴, 결백을, 빨간색 별은 국가의 권위, 법률을 의미한다.

## 색상
| 색상 | 파랑              | 하양                  | 빨강                |
| ---- | ----------------- | --------------------- | ------------------- |
| RGB  | 7–35–87 (#072357) | 255–255–255 (#FFFFFF) | 218–18–26 (#DA121A) |

## 그 외의 기

파나마의 대통령기
파나마의 선수기

## 이전의 국기

콜롬비아 파나마 주의 기
1903년 독립 당시에 제안된 파나마의 국기
1903년 독립 당시에 사용된 파나마의 국기

## 같이 보기
- 파나마의 국장